# De Rode Leeuw

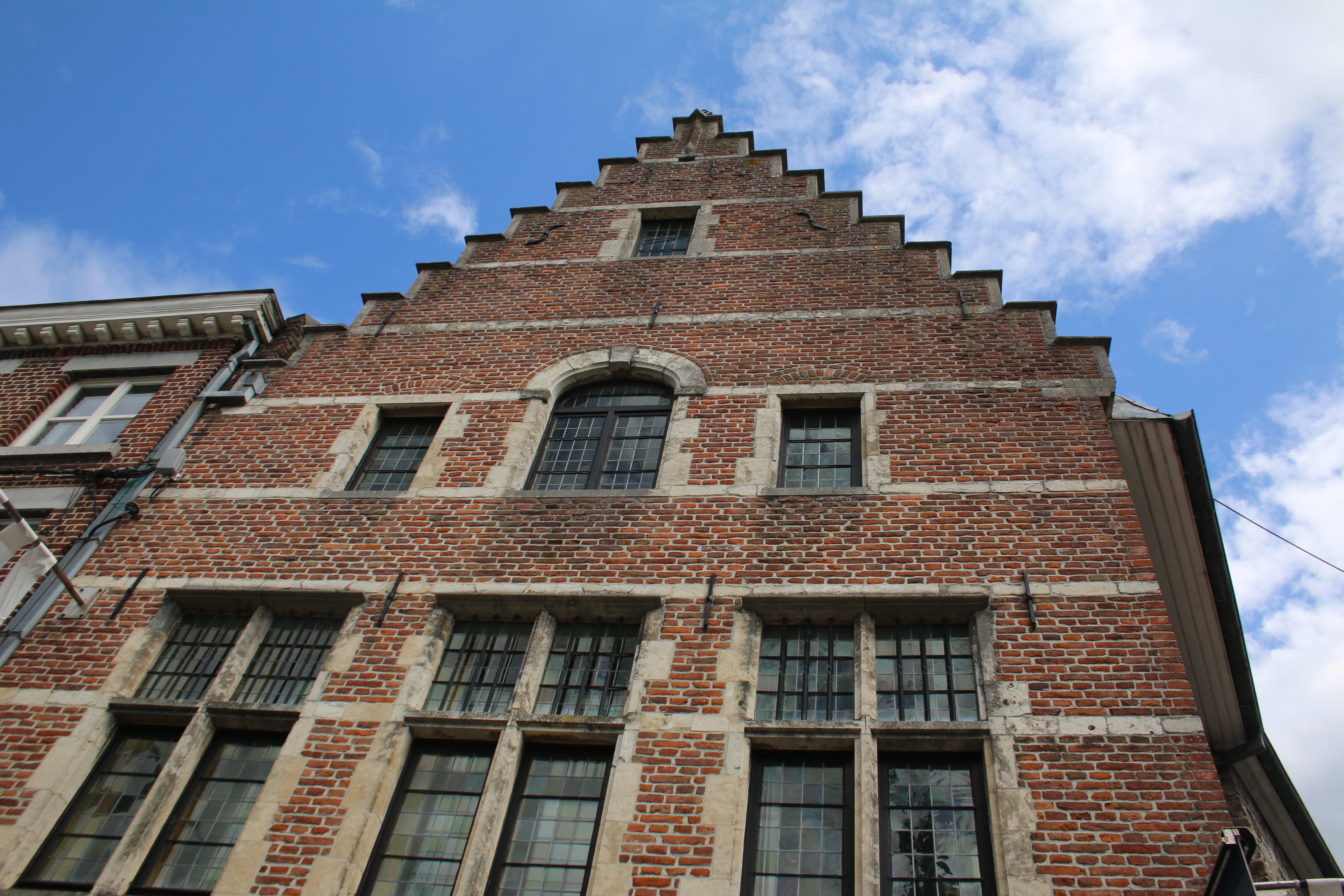
Burgerhuis De Rode Leeuw op de Grote Markt van Zoutleeuw

De Rode Leeuw in Zoutleeuw is het kantoor van de KBC Bankverzekeringsgroep. Het is een getrouwe reconstructie van het oorspronkelijke huis (eind 16de, begin 17de eeuw), een statige patriciërs-woning. Een deel van de toren en de muur van de Sint-Truidense poort (1130) is in de zijgevel van het huis verwerkt. 
Tijdens de restauratie van het gebouw werden een aantal vondsten gedaan waaruit men meent te mogen besluiten dat het huis ooit als stokerij heeft gediend. In de met straatstenen gevloerde kelder ontdekte men tevens een oude waterput met houten wanden en op de zolder tussenwanden in vlechtwerk, beplakt met leem.
Dit huis dat nu (ten onrechte) de naam Rode Leeuw draagt was eigenlijk het Wijnhuis. In de week van Sinksen in 1526 vierden de burgemeester en de schepenen feest int wynhuys om de bouw van het stadhuis te vieren. Het Wijnhuis was eigendom van de stad en heette daarom in 1507 ook der stad wynhuys (Stadswijnhuis). Het werd voorheen ten onrechte vereenzelvigd met de Rode Leeuw. Bij de restauratie in 1974-1976 werden vier houten kuipen ontdekt, met een doorsnede van twee meter. Al in de 16e eeuw ging het Wijnhuis in particuliere handen over. In 1787 was de eigenaar Jan Stiers, die het "vermangeld" had met Jacobus Pluymers. Wellicht had deze, met een woordspeling, het vroegere Wijnhuis bedacht met de naam Witte Pluim.

## Afbeeldingen

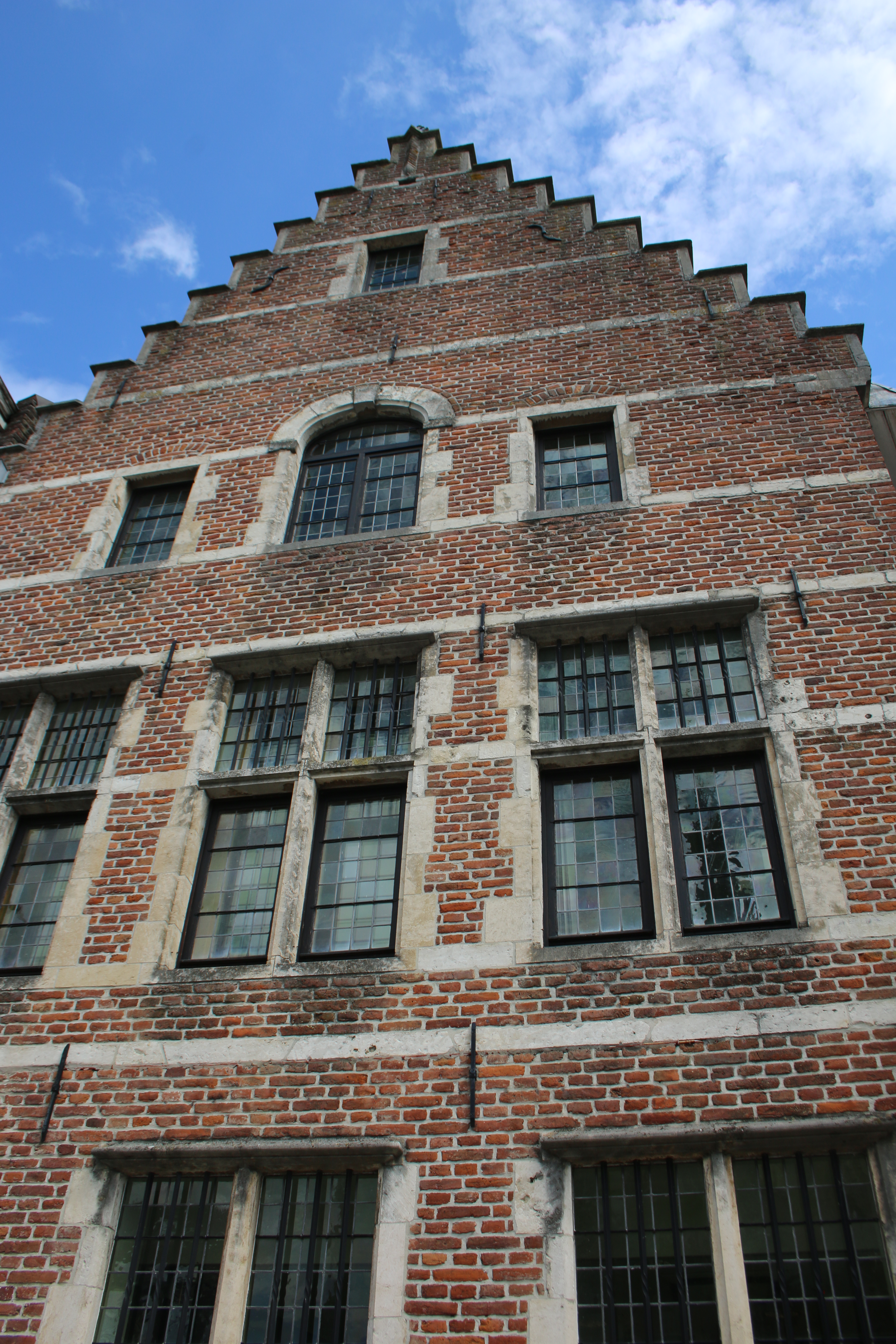
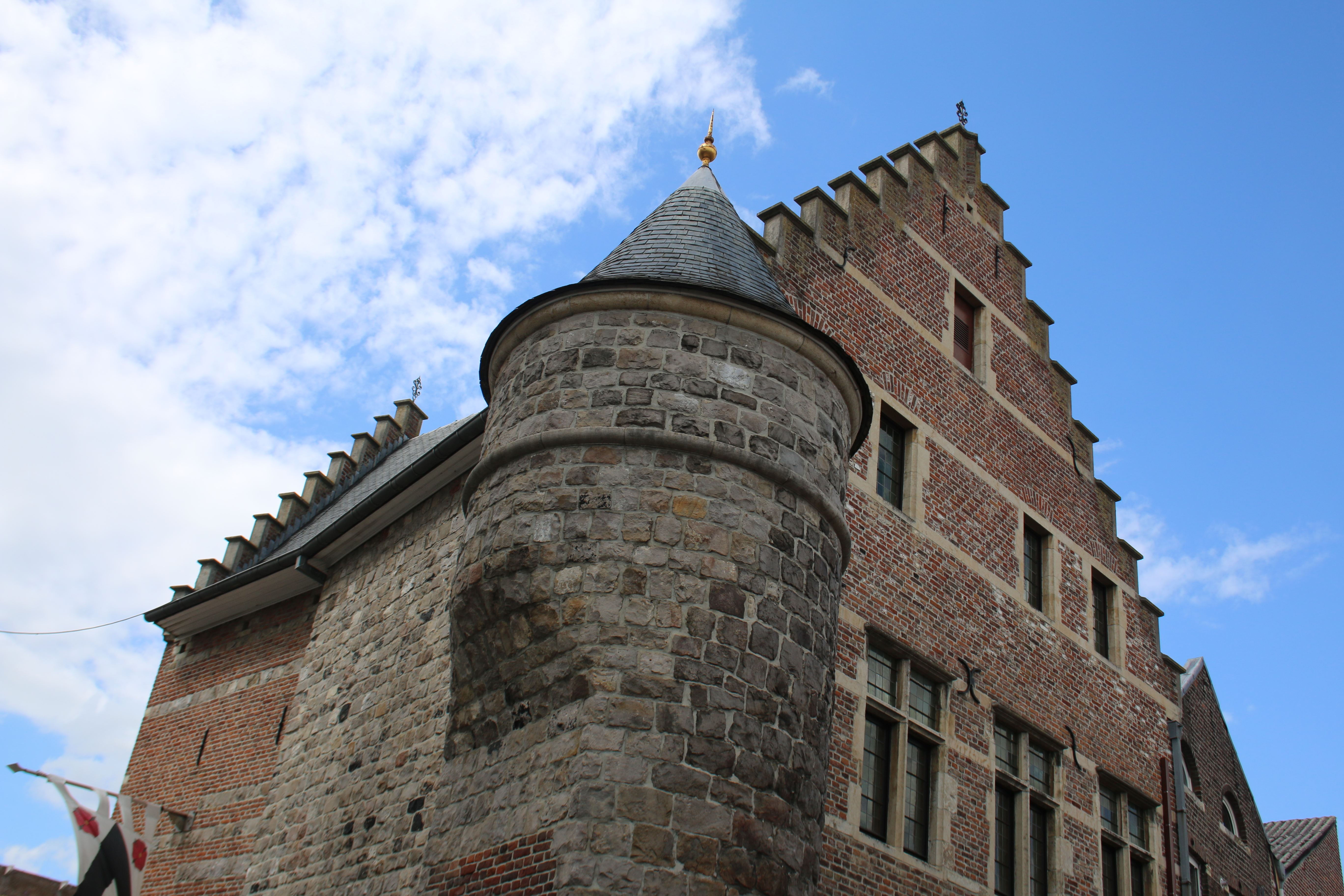
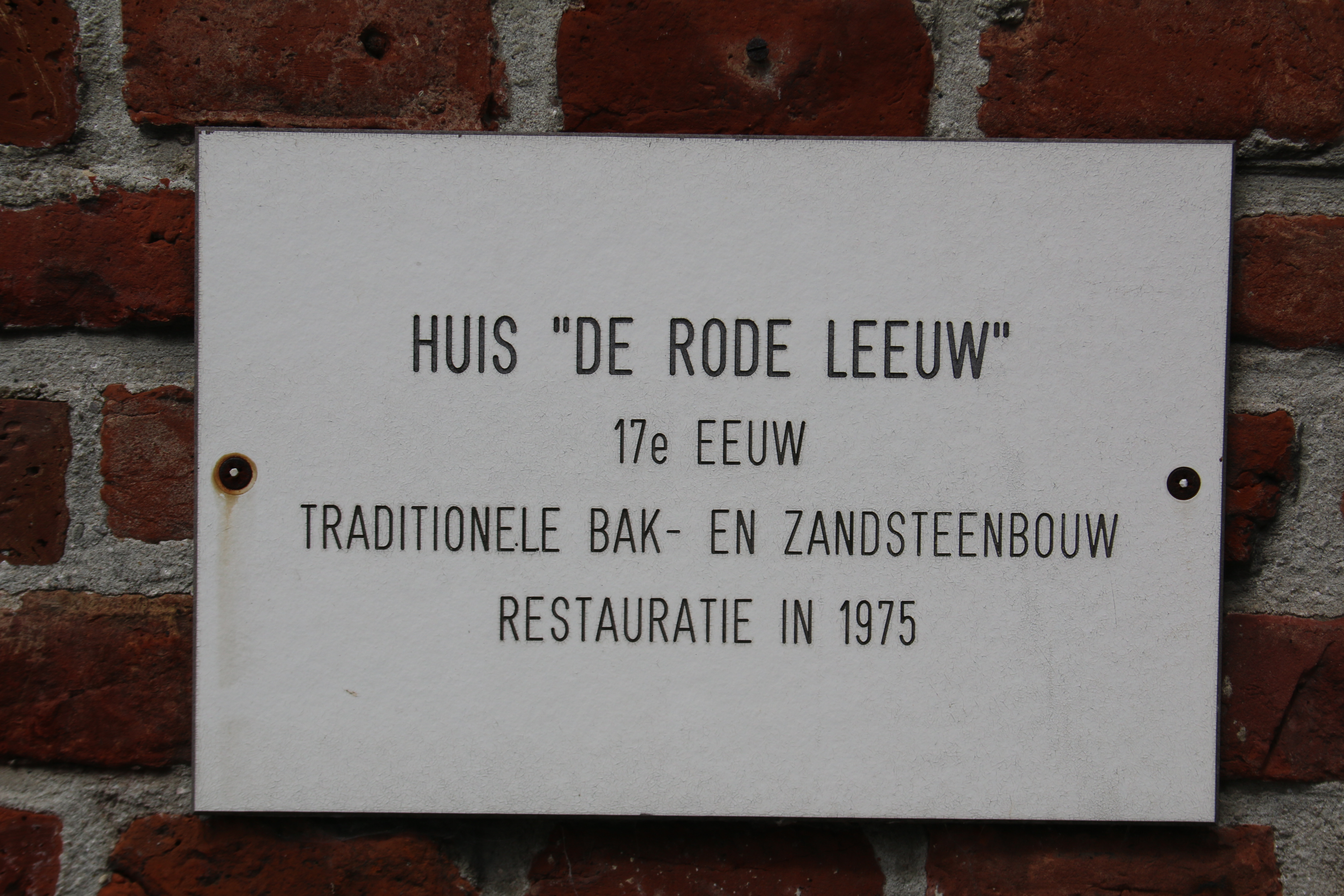